# Hamilton Steelers Soccer Club
L'Hamilton Steelers Soccer Club è stata una squadra canadese di calcio con sede a Hamilton (Ontario). 

## Storia
Gli Hamilton Steelers vennero fondati nel 1981 da Mario DiBartolomeo. Precedentemente gli Hamilton Primos avevano utilizzato il nome Steelers tra il 1961 e 1964.
Nella stagione d'esordio nella NSL gli Steelers, guidati da Carlo Delmonte e schierando giocatori come Craig Martin e Paul Roe, si aggiudicarono il campionato 1981, oltre che la coppa di lega. La stagione seguente la squadra bissò il successo grazie alla vittoria nella finale play-off contro il Toronto Italia.
Nel 1983 la squadra si iscrisse alla neonata Canadian Professional Soccer League, raggiungendo la finale, persa contro gli Edmonton Eagles. Nel corso di tale torneo la squadra giocò i propri incontri casalinghi nel più capiente Ivor Wynne Stadium. Contemporaneamente venne creata una squadra riserve che continuò a giocare nella NSL, chiudendo il torneo all'ultimo posto.
Dopo aver operato per alcuni anni a livello esclusivamente amatoriale, nel 1987 gli Hamilton Steelers si iscrissero alla neonata Canadian Soccer League, il nuovo campionato canadese professionistico. In tale competizione giunsero per ben quattro edizioni consecutive alla finale dei play-off, senza riuscire però a conquistare un titolo. La finale venne mancata solo nell'edizione 1991, al termine della quale il club chiuse i battenti per difficoltà finanziarie.

## Allenatori
- 1981-1983  Carlo Delmonte
- 1986-1987  Kevin Grant
- 1988-1990  Vid Horvat
- 1991  Gerry Gray